# Кривоноси (Вітебська область)
Застінок Кривоноси (біл. Засценак Крываносы, пол. Zaścianek Krzywonosy) — сільське поселення хутірного типу, що існувало до середини ХХ століття у волості (гміні) Кобильник, нині — місцевість у Поставському районі Вітебської області, Республіка Білорусь.

Руїни будівель застінку та старе кладовище знаходяться на відстані близько 250 м південніше від дороги Р45, у 5 км на північний схід від села Нароч.

Як зазначено у Географічному словнику Королівства Польського та інших земель слов'янських (1883), у Кривоносах в середині XIX століття було 2 будинки та проживало 15 осіб (католиків).

14 вересня 1854 в Кривоносах народився видатний польський фізіолог та ендокринолог Наполеон Цибульський, син Юзефа Наполеона гербу Правдич і Марціянни з дому Гуторовичів.